# Stadtteilentwicklungsplan
Der Stadtteilentwicklungsplan beschäftigt sich mit dem Ausbau der Infrastruktur in bestimmten Stadtteilen, wobei diese oft nicht klar genug abgegrenzt sind, weswegen man auch von Zonen spricht. 
Bestes Beispiel für einen Stadtteilentwicklungsplan und dessen Umsetzung ist die mittlerweile obligatorische Fußgängerzone in jeder Altstadt. Weniger bekannt, aber durchaus vorhanden, sind die Entwicklungspläne der Industriezonen. Der Stadtteilentwicklungsplan ist eingebettet in den Stadtentwicklungsplan. 